# Ostřice šupinoplodá
Ostřice šupinoplodá (Carex lepidocarpa), neboli ostřice slatinná, je druh jednoděložné rostliny z čeledi šáchorovité (Cyperaceae). Druh je součástí složitého taxonomického komplexu Carex flava agg., kromě ostřice šupinoplodé se v ČR vyskytuje ještě ostřice rusá (Carex flava s. str.), ostřice skloněná (Carex demissa), ostřice pozdní (Carex viridula) a ostřice krkonošská (Carex derelicta).

## Popis
Jedná se o rostlinu dosahující výšky nejčastěji 20–70 cm. Je vytrvalá, žlutozelená, trsnatá, s krátkým oddenkem. Listy jsou střídavé, přisedlé, s listovými pochvami. Lodyha je pod květenstvím slabě drsná, delší než listy, čepele jsou asi 2,5–3,5 mm široké, nažloutle zelené, žlábkovité. Bazální pochvy jsou šedě nebo žlutavě hnědé, nerozpadavé. Ostřice šupinoplodá patří mezi různoklasé ostřice, nahoře jsou klásky samčí, dole samičí. Samčí vrcholový klásek je jen jeden, je zřetelně stopkatý, stopka je cca 1–3 cm dlouhá. Samičích klásků je nejčastěji 2 (zřídka 3), víceméně oddálené, dolní někdy až do půlky lodyhy, dolní asi 7–10 mm široký. Dolní listen je dlouze pochvatý a kratší než květenství. Okvětí chybí. V samčích květech jsou zpravidla 3 tyčinky. Blizny jsou většinou 3. Plodem je mošnička, která je asi 4–5 (zřídka až 5,5) mm dlouhá, žilnatá, zelenavě až žlutavě hnědá. Na vrcholu je výrazný dvouklaný zobánek, který je lomený a směřuje víceméně dolů (nejvíce u spodních mošniček). Každá mošnička je podepřená plevou, která je 2,5–3,3 mm dlouhá V ČR kvete nejčastěji v květnu až v červnu. Počet chromozómů: 2n=68.

## Rozšíření ve světě
Stanovení přesného rozšíření trochu komplikuje taxonomická problematika. Ostřice šupinoplodá roste ve většině Evropy, zřídka roste v severní Africe. Ve flóře Severní Ameriky je vedená jako (Carex viridula Michx. subsp. brachyrrhyncha (Čelakovský) B. Schmid), která je snad totožná a roste hlavně na východě Kanady

## Rozšíření v Česku
V ČR roste roztroušeně od nížin do podhůří, najdeme ji ve středních a východních Čechách, velmi vzácně i na Moravě. Jejím biotopem jsou nejčastěji slatinné louky. Jedná se o silně ohrožený druh flóry ČR, kategorie C2.